# Refres Now
Refres Now es una empresa argentina de bebidas que produce gaseosas, agua mineral, aguas saborizadas y tónicas. 
Su producto estrella, Manaos, fue la quinta marca más elegida en 2023 por los consumidores argentinos, por detrás de su competidor Coca-Cola, La Serenísima, Arcor y Natura, según el informe Brand Footprint del Instituto Brasileño de Opinión Pública y Estadística (Kantar).

## Historia
El dueño de la empresa, Orlando Canido, en sus comienzos, era distribuidor de distintas marcas de gaseosas. En el año 2000 impuso una marca llamada Sao, de la cual compraba la producción y la distribuía.Tiempo después el dueño de Sao decidió comercializar su producto por su propia cuenta, sin darle participación a Canido. Tras esto, Canido sintió que lo habían «sacado de mala forma» y «por resentimiento»fundó la fábrica de gaseosa La Bichy y Manaos, cuyo nombre hace alusión a la ciudad brasilera de Manaus, haciendo competencia con Sao, cuyo nombre también proviene de una ciudad brasileña (São Paulo).Para esta operación, vendió 1500 cabezas de ganado de su hacienda y alquiló su terreno. Con una inversión de 200 mil dólares, compraron un terreno en la localidad bonaerense de Virrey del Pino y construyeron la primera fábrica de la empresa.
En 2019, la empresa adquirió la tradicional marca de jugos Pindapoy a Molinos Río de la Plata del Perez Companc Family Group.
En 2025 realizó su mayor adquisición, comprando a Productos de Agua S.A. (Grupo Prodea) las marcas competidoras de gaseosa Cunnington y Neuss, por una suma cercana a los 70 millones de dólares.

## Marcas
- Manaos (Bebida de cola, tónica, gaseosa)
- La Bichy Ahora (Gaseosa)
- Villamanaos (agua)
- Placer (agua saborizada)
- Fernet-Cola (Fernet con coca)
- Fernandito VII (Fernet con coca)
- Pindapoy (Jugo)
- São (gaseosa)
- Cunnington (Bebida de cola, tónica, gaseosa)
- Neuss (Bebida de cola, gaseosa)